# Taitatörnskata
Taitatörnskata (Lanius dorsalis) är en fågel i familjen törnskator inom ordningen tättingar.

## Utseende och läte
Taitatörnskatan är en liten törnskata i svart, vitt och grått. Könen är lika, men honan kan uppvisa en liten kastanjebrun fläck på flankerna. Noterbart är en liten vit vingfläck och vita yttre stjärtpennor. Den är väldigt lik somaliatörnskatan, men har olikt denna endast en vit vingfläck. Bland de upprepade lätena hörs olika raspiga och fylliga toner, ofta framförda i ett stigande mönster.

## Utbredning och systematik
Fågeln förekommer i sydöstra Sydsudan, nordöstra Uganda, Etiopien, Somalia, Kenya och nordöstra Tanzania. Den behandlas som monotypisk, det vill säga att den inte delas in i några underarter.

## Levnadssätt
Arten hittas i torr savann och gräsmarker. Där ses den sitta synligt och upprätt, ofta i par. 

## Status
Arten har ett stort utbredningsområde och beståndet anses stabilt. Internationella naturvårdsunionen IUCN listar den därför som livskraftig (LC).